# Limnonectes fujianensis
Espèce
Statut de conservation UICN

 LC  : Préoccupation mineure
Limnonectes fujianensis est une espèce d'amphibiens de la famille des Dicroglossidae.

## Répartition
Cette espèce se rencontre entre 150 et 1 100 m d'altitude :
- en Chine dans les provinces du Fujian, du Hunan, du Zhejiang et du Jiangxi et à Hong Kong ;

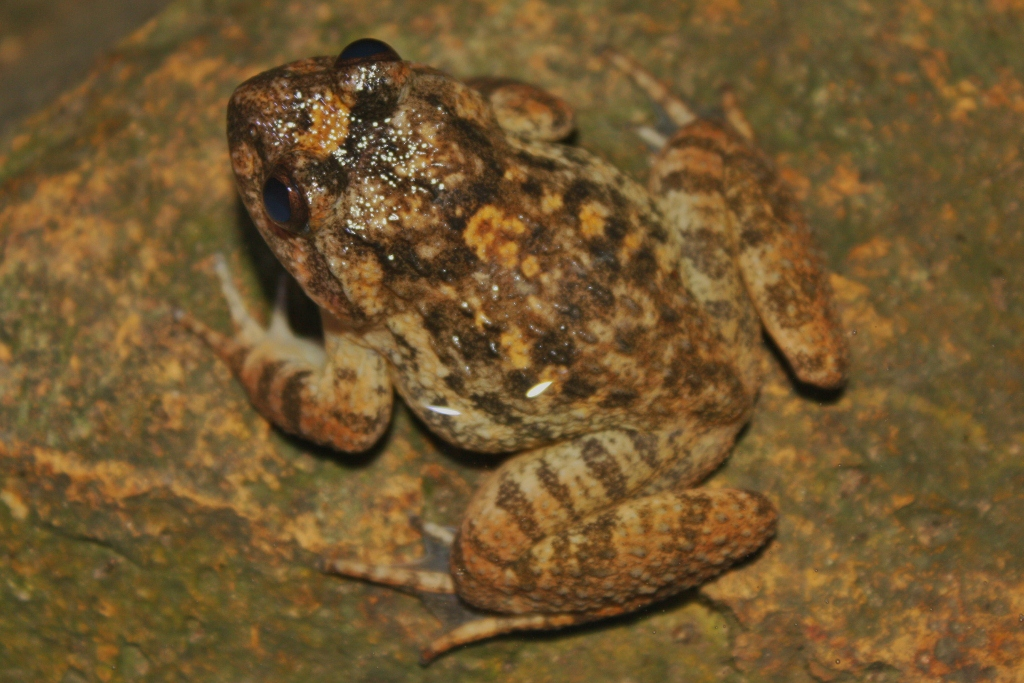
Limnonectes fujianensis

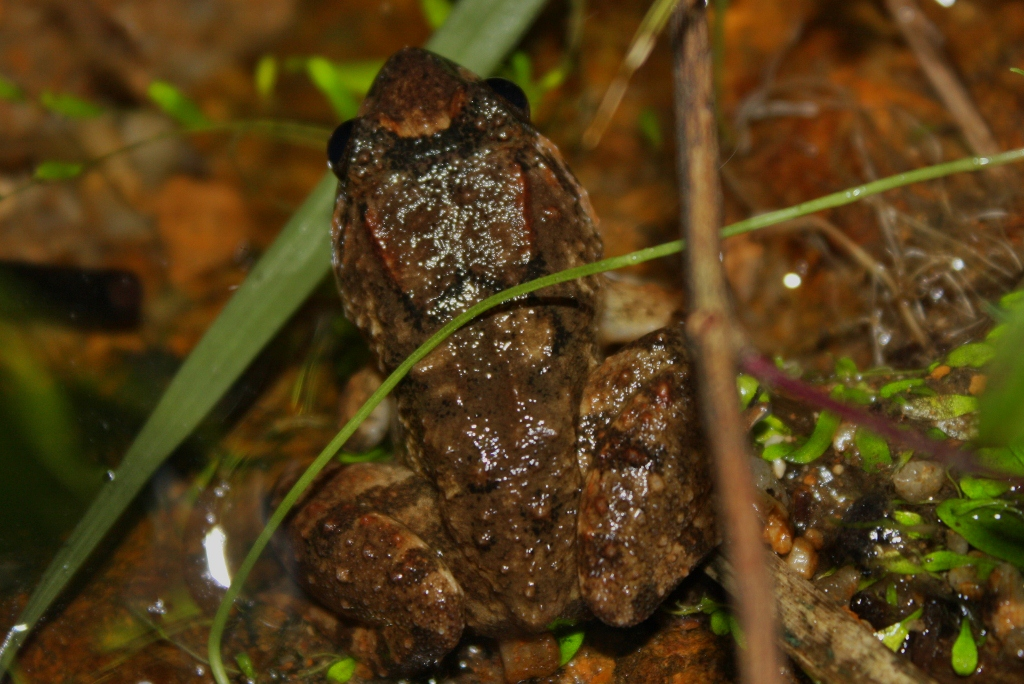
Limnonectes fujianensis

- à Taïwan.

## Étymologie
Son nom d'espèce, composé de fujian et du suffixe latin -ensis, « qui vit dans, qui habite », lui a été donné en référence au lieu de sa découverte, la province du Fujian.

## Publication originale
- Ye & Fei, 1994 : A new species of family Ranidae Limnonectes fujianensis from Fujian, China (Amphibia: Anura). Acta Zootaxonomica Sinica, Beijing, vol. 19, p. 494-499.